# Spinuș
Spinuș is een Roemeense gemeente in het district Bihor.
Spinuș telt 1196 inwoners.